# Ezüstös levélbarkó
Az ezüstös levélbarkó (Phyllobius argentatus) a rovarok (Insecta) osztályának bogarak (Coleoptera) rendjébe, ezen belül a mindenevő bogarak (Polyphaga) alrendjébe és az ormányosbogár-félék (Curculionidae) családjába tartozó faj.

## Előfordulása
Az ezüstös levélbarkó Európa és Ázsia mérsékelt övi részein található meg. Széles körben elterjedt, Magyarországon a leggyakoribb ormányosbogárfaj.

## Megjelenése
Az ezüstös levélbarkó 4-6 milliméter hosszú. Alapszíne fekete, testét élénkzöld pikkelyek borítják. Combjai vörösek, vagy sötét színűek. Faj- és alakgazdag rovarnem, 10 alnemmel, melyek zöldek vagy szürkésbarnák, világosabb vagy sötétebb pikkelyekkel fedettek, ezért foltos benyomást keltenek.

## Életmódja
Az ezüstös levélbarkó elegyes lomberdők, elvadult parkok és öreg kertek lakója; főleg gyümölcsfákon található, fenyőféléken ritka.